# Luo Zhilu
Luo Zhilu (chinesisch 骆知鹭; * 11. Januar 2006 in Peking) ist eine chinesische Sportkletterin.

## Karriere
Bei ihrem Debüt im Kletterweltcup in Brixen 2022 gewann Zhilu die Bronzemedaille in der Disziplin Bouldern. Bei den Asienmeisterschaften 2022 in Seoul wurde sie Zweite im Bouldern.
In der Saison 2024 startete sie mit zwei Podestplätzen; sie belegte in Keqiao den dritten Platz im Bouldern und in Wujiang den zweiten Platz im Leadklettern. In der Olympischen Qualifikationsserie in Budapest und Shanghai belegte sie den fünften Platz, wodurch sie sich für die Olympischen Spiele in Paris qualifizierte. Dort belegte sie den zehnten Platz in der Kombination.